# 게이오 신선
게이오 신선(일본어: 京王新線, けいおうしんせん 게이오 신센[*])은 게이오 전철의 게이오 선의 복복선 구간으로 증설된 별도의 노선으로, 신선 신주쿠 역-사사즈카 역 사이의 3.6킬로미터 구간을 일컫는 통칭이다. 이 노선은 신선 신주쿠 역에서 도에이 신주쿠 선으로 직결 운행된다.

## 노선 정보
- 노선 거리 : 3.6 킬로미터
- 궤도 간격 : 1372 밀리미터
- 역 수 : 총 4개

## 개요
게이오 선과 도에이 신주쿠 선과의 연계 운행을 위해 계획된 이 노선은, 1978년 10월 30일에 아직 완성되지 않은 신주쿠 선보다 먼저 개통되었으며, 1980년 3월 16일에 직결 운행을 개시하였다.
이 노선은 게이오 선과 거의 나란히 놓여 있으며, 도쿄의 신주쿠 서쪽 지역을 관통하는 큰 도로인 고슈카이도(甲州街道) 밑을 지나간다. 게이오 선보다 훨씬 깊은 곳을 통과하며, 사사즈카 역 쪽의 일부를 제외하고, 전부 지하노선이다.
지하철 규격이 아닌 지상철도 규격으로 건설된 관계로, 지하철 전용 차량 뿐만 아니라 게이오 전철의 차량도 신선 신주쿠역까지 들어오는 것이 가능하다. 참고로 사사즈카 역을 기준으로 서쪽(하치오지, 조후 방면)의 시발 및 최종 열차는 모두 신선 신주쿠 역에서 출발 및 도착한다. 또한, 도쿄 경마장에서 경주가 개최되는 날에는 후추 경마장정문 앞역(일본어: 府中競馬正門前駅)에서 신선 신주쿠 행 급행 열차도 운행된다.
도에이 신주쿠선에서 들어오는 전차의 대부분이 이 노선을 통해 사사즈카 역까지 운행을 하고 있는 관계로 운행 계통은 도에이 신주쿠 선과 사실상 한 노선화가 되어있다. 또한, 시발 및 최종 열차가 운행하는 시간대에는 신선 신주쿠에서 출발 및 도착하는 열차가 운행된다. 이는 게이오 선 신주쿠 역에서 출발 및 도착을 하는 경우, 하쓰다이 역과 하타가야 역을 그냥 통과하기 때문이다.

## 역 목록
- 게이오 신선을 통과하는 열차의 종류로 '각역 정차', '쾌속', '구간 급행', '급행' 등이 존재하나, 신선 내에서는 전부 모든 역에 정차한다. (급행의 경우 신주쿠 선 구간 가운데 일부 역을 통과 운행).
- 신주쿠 역에서 마루노우치 선과의 연계 처리는 도에이 지하철에서는 하지 않으나 게이오에서는 하고 있다. 마루노우치 선 나카노신바시, 신나카노 - 니시신주쿠 구간 및 신주쿠 3초메 - 신주쿠교엔마에와 게이오 선의 하쓰다이 - 사사즈카 구간을 신주쿠역 연결로 열차를 연이어 타는 경우 요금 할인이 적용된다.
- 신선 신주쿠 역을 거쳐 게이오 신선을 통해 게이오 선 구역으로 운행하는 열차 중 사사즈카 역을 종점으로 하지 않는 열차는 보통 하시모토까지 직접 운행하며, 조후 역 보다 서쪽 구역의 게이오 선 구간으로 가기 위해서는 사사즈카 역부터의 역에서 열차를 갈아탈 수 있다.

| 역 번호 | 역명     | 일어 역명 | 쾌 속 | 구 급 | 급 행 | 접속 노선 | 역간 거리 | 누적 거리 | 소재지   | 소재지   |
| ------- | -------- | --------- | ----- | ----- | ----- | --- | --------- | --------- | -------- | -------- |
| KO 01   | 신주쿠   | 新宿      | ●     | ●     | ●     | 야마노테 선 (JY 17), 사이쿄 선 (JA 11), 쇼난 신주쿠 라인 (JS 20), 주오·소부 완행선 (JB 10) 주오 쾌속선 (JC 05), 게이오 선 (KO 01), 도쿄 도 교통국 지하철 신주쿠 선 (S-01, 직결 운행) 도쿄 도 교통국 지하철 오에도 선 (E-27), 도쿄 지하철 마루노우치 선 (M-08), 오다큐 전철 오다와라 선 (OH 01) |           | 0.0       | 도 쿄 도 | 신주쿠구 |
| KO 02   | 하쓰다이 | 初台      | ●     | ●     | ●     | | 1.7       | 1.7       | 도 쿄 도 | 시부야구 |
| KO 03   | 하타가야 | 幡ヶ谷    | ●     | ●     | ●     | | 1.0       | 2.7       | 도 쿄 도 | 시부야구 |
| KO 04   | 사사즈카 | 笹塚      | ●     | ●     | ●     | 게이오 선 (KO 04, 직결 운행) | 0.9       | 3.6       | 도 쿄 도 | 시부야구 |

- 쾌속 : 쾌속 정차역
- 구급 : 구간급행 정차역
- 급행 : 급행 정차역